# Fusillade de Richmond en 2023

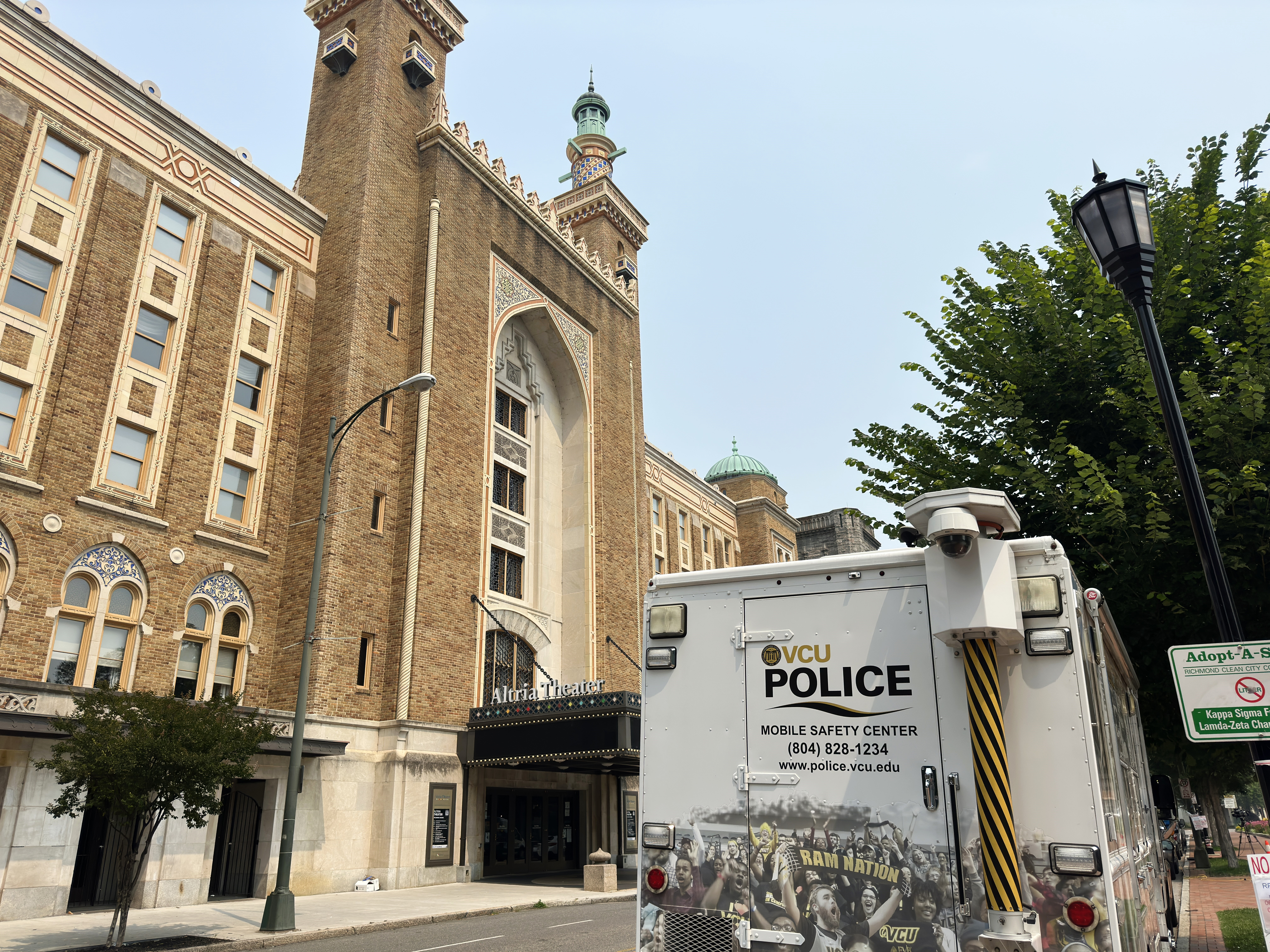

Le 6 juin 2023, une fusillade de masse se produit à Richmond, en Virginie, lors d'une remise de diplômes,, au Théâtre Altria (en), dans le campus du Monroe Park (en) de l'Université du Commonwealth de Virginie (VCU). 
Selon les autorités, il y a sept blessés par balles, dont trois présentent des blessures mettant leur vie en danger, et six autres qui subissent des blessures sans rapport avec les coups de feu,. Plus tard dans la soirée, la police annonce que deux des personnes blessées par balles sont décédées. 
Deux personnes sont initialement arrêtées en lien avec l'événement mais finalement, une seule est poursuivie.

## Contexte
Le Huguenot High School (en), du district des écoles publiques de Richmond, commence sa cérémonie de remise des diplômes à 16 heures, heure locale, au théâtre Altria.

## Déroulement
La fusillade se produit sur le campus du Monroe Park (en), de l'Université du Commonwealth de Virginie à l'extérieur du théâtre Altria après la fin de la cérémonie de remise des diplômes ; vers 17h13,. Les diplômés sont en train de sortir du bâtiment. La police universitaire à l'intérieur du théâtre, qui assure alors la sécurité, entend les coups de feu et alerte les services d'urgence,. L'Université du Commonwealth de Virginie passe l'alerte à 17h15, appelant tous les étudiants et enseignants à se réfugier à l'abri.
Une heure plus tard, la menace est neutralisée,.

## Victimes
Les autorités annoncent 7 blessés à cause des coups de feu, dont 3 graves,. 2 des personnes blessées - un homme de 19 ans et un homme de 36 ans, meurent dans la soirée des suites de leurs blessures.
Six autres personnes subissent des blessures qui ne sont pas reliées aux coups de feu, une fille de neuf ans se fait écraser par une voiture en essayant de fuir,,.

## Enquête

### Suspects
2 personnes sont initialement arrêtées par la police, dont un homme de 19 ans,,. L'autre personne arrêtée ne semble finalement pas liée à l'attentat, selon la police. La police annonce poursuivre la première personne pour homicide.

## Conséquences
La cérémonie de remise des diplômes de l'école secondaire Thomas Jefferson, qui doit avoir lieu plus tard dans la soirée au théâtre Altria, est annulée. Plus tard, il est annoncé que toutes les cérémonies de remise des diplômes prévues pour le reste de la semaine sont annulées. Certaines routes locales sont fermées pendant que les enquêtes policières sont en cours.
Les écoles publiques de Richmond annoncent qu'elles seraient fermées le lendemain, le 7 juin, par mesure de précaution.

## Réactions
Winsome Sears, la lieutenant-gouverneure républicaine de Virginie, réagit en affirmant que la violence des gangs est à l'origine de la fusillade, bien que le service de police de Richmond pense plutôt que le suspect connaît les victimes. Levar Stoney, le maire de Richmond, Jason Kamras, le surintendant des écoles publiques de Richmond et d'autres personnes réagissent à la fusillade en exprimant leur sympathie envers les victimes et leur consternation.